# شويكة (علم الفلك)

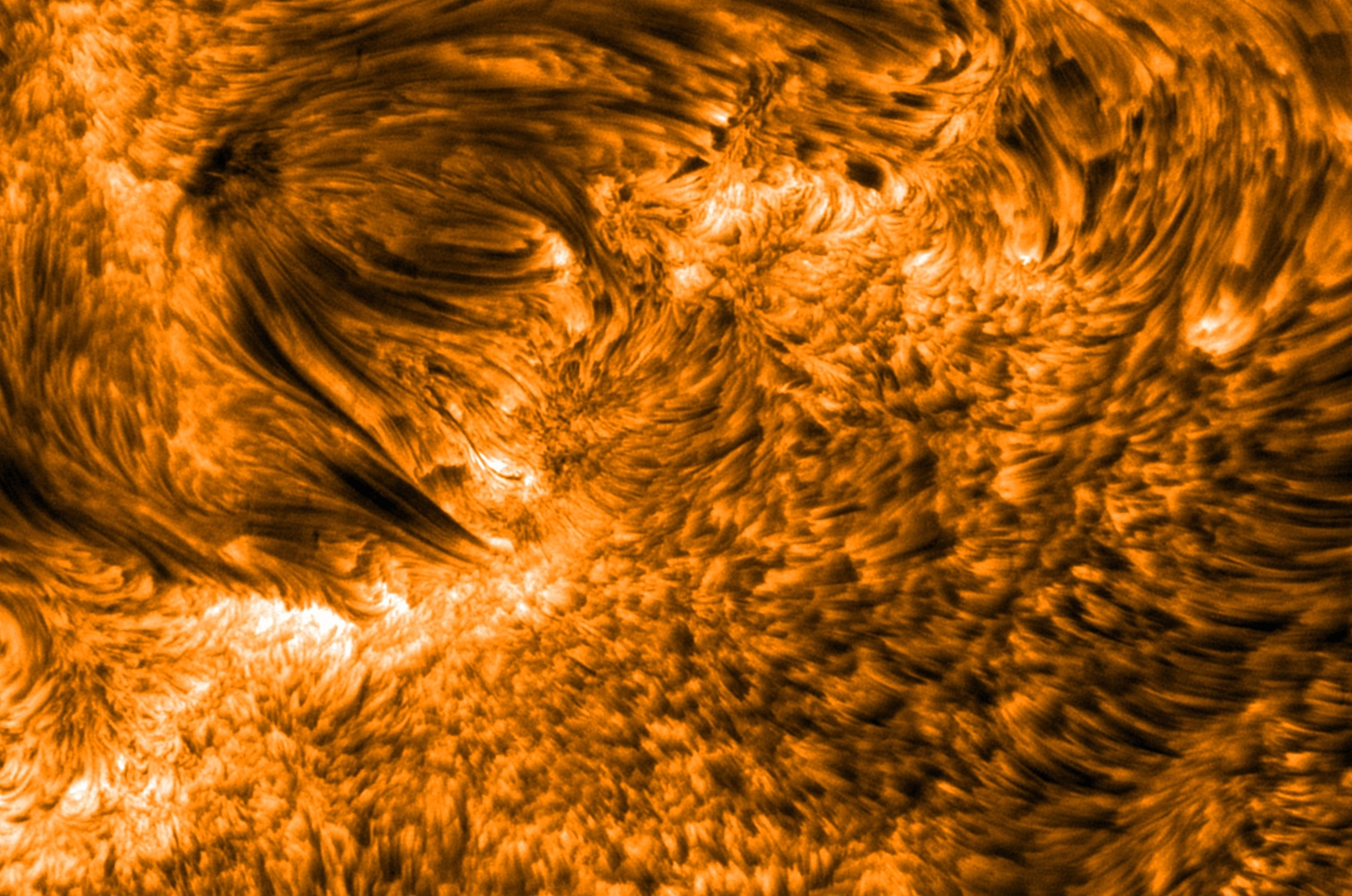
الشويكات، مرئية كأنابيب داكنة. منطقة اشمس النشطة (10380) في يونيو 2004

في الفيزياء الشمسية، الشويكة أو السنيبلة هي ديناميكا انفجار التوهجات التي تحدث على سطح الشمس .تنفث تلك التوهجات من حواف الشبكة الخارجية للشمس المعرضة للفضاء الكونى والتي تسمى الغلاف اللوني الشمسي حيث المجالات المغناطيسية أقوى. وتمتد إلى 10,000 كيلومتر (6000 ميل)  وبقطر يبلغ حوالي 500 كم قبل أن تنهار في غضون 10-15 دقيقة. ويعتقد أنها تساهم في الرياح الشمسية عن طريق تغذية المواد في الإكليل الشمسي. اكتشفت الشويكات الشمسية في عام 1877 من قبل الفلكي الإيطالي انجيلو سيكي من مرصد كوليجيوم الروماني في روما.

## الوصف
على الرغم من أن التوهجات كانت تحدث بأستمرار مايقرب من 10 ملايين تدفق عنيف في أي لحظة، إلا أن العلماء لم يتمكنوا من معرفة كيفية تشكل تلك التوهجات إلا بعد فترة طويلة من المراقبة والدراسة ولكن، لأول مرة، تمكنت محاكة الكمبيوتر التي أستغرقت حوالى عام من توضيح كيف تتكون الشويكات على سطح الشمس، مما ساعد العلماء على معرفة كيف يكون سطح الشمس خالى من الشويكات وفجاة يكون السطح به ملايين من أنفجارات التوهجات.
تتحرك التوهجات صعودا بسرعة تقارب حوالي 60 ميلا في الثانية، ويمكن أن تصل إلى طول 6,000 ميل فوق الغلاف الضوئي.
هناك حوالي 300,000 شوكة نشطة في أي وقت على غلاف الشمس، مايعادل حوالي 1٪ من سطح الشمس . وعادة ما يصل ارتفاع الشويكة إلى مابين 3,000-10,000 كيلومتر فوق الغلاف الضوئي. وعادة ما تكون الشويكات مرتبطة مع مناطق مغناطيسية عالية التدفق  حيث تحتاج الطاقة المغناطيسية إلى الأرتفاع إلى الطبقة التي تعلو سطح الشمس وذلك عن طريق البلازما الحارقة. هنا تتشكل الشويكات، حيث تقوم البلازما بالأفراج عن الطاقة المغناطيسية إلى الأعلى محدثة أحتكاك بين الايونات والجسيمات المحايدة، مما يؤدى إلى ارتفاع درجة حرارة البلازما بصورة كبيرة وذلك ما يؤدى إلى أنفجار تلك التوهجات.أستندت تلك النتائج على الملاحظات عالية الدقة من التليسكوب الفضائى "IRIS " التابع لوكالة ناسا والتليسكوب السويدى الشمسى "SST".
شرت نتائج هذه الدراسة الممولة من ناسا في مجلة العلم بتاريخ 22 يونيو 2017.